# Wiera Brieżniewa
Wira Wiktoriwna Kiperman (właśc. ros. Ве́ра Ви́кторовна Киперма́н, ukr. Віра Вікторівна Кіперман, primo voto Галушка, Hałuszka; ur. 3 lutego 1982 w Dnieprodzierżyńsku na Ukrainie) – ukraińska piosenkarka pop i prezenterka telewizyjna, głównie rosyjskojęzyczna, znana pod pseudonimem Wiera Breżniewa.

## Życiorys
Ojciec Wiery Breżniewej, Wiktor, pracował w zakładach chemicznych, tak samo jak jej matka (Tamara), która ukończyła szkołę medyczną. Wiera ma 3 siostry: starszą – Galinę i młodsze bliźniaczki: Anastazję i Wiktorię. Breżniewa ukończyła zaocznie Dniepropietrowski Państwowy Uniwersytet Techniczny Transportu Kolejowego (DIIT), na kierunku ekonomistka.
Wiera Breżniewa ma córkę Sonię (ur. 30 marca 2001), której ojcem jest Witalij Wojczenko, z którym pozostawała w związku małżeńskim przez kilka lat. W listopadzie 2006 poślubiła biznesmena Michaiła Kipermana. Z tego związku artystka ma córkę Sarę. W październiku 2012 roku podała informację o rozwodzie. W lutym 2013 roku zaczęła spotkać się z reżyserem Mariusem Weisbergiem. W 2015 roku zaczęła spotykać się z kompozytorem Konstantinem Meladze.
Wiera Breżniewa założyła Fundację Wiery, której celem jest urzeczywistnianie bezinteresownej dobroczynnej pomocy dla dzieci, jak również polegającej na badaniach, promocjach, realizacjach pożytecznych społecznych inicjatyw, pomagających harmonijnemu rozwojowi dziecka.
W lipcu 2009 Breżniewa została twarzą marki Rexona w Rosji, a reklama z jej udziałem była emitowana także w Polsce.

## Kariera muzyczna
Zespół, w którym rozpoczęła karierę w listopadzie 2002 (po wygranym castingu na zmienniczkę odchodzącej Alony Winnickiej) to Nu Virgos, znany w Rosji jako Via Gra. Od stycznia 2003 zespół zaczął występy w odnowionym składzie: Nadia, Ania oraz Wiera. Pseudonim Breżniewa wymyślił producent zespołu „Nu Virgos” Dmitrij Kostiuk, gdy się dowiedział, że Wiera jest rodaczką Leonida Breżniewa.
W grudniu 2007 Breżniewa odeszła z grupy, w której utrzymała się 4 lata.
Wiera Breżniewa została prowadzącą rosyjskiej wersji polsatowskiego „Strzału w 10”.
13 maja 2010 ukazał się teledysk do piosenki „Ja nie igraju” w ukraińskiej stacji muzycznej M1. Po paru dniach do premiery doszło na rosyjskim kanale Muz TV. Vera zapowiedziała wówczas, że pracuje już nad materiałem, który wejdzie na jej pierwszą solową płytę. Jej debiutancki album ukazał się 24 listopada 2010 roku i nosił tytuł Любовь спасёт мир (Lubow spasiot mir).

## Dyskografia
Single
| Rok  | Single                                                         | Pozycje w wykresie | Pozycje w wykresie |
| Rok  | Single                                                         | Ukraina            | Rosja              |
| ---- | -------------------------------------------------------------- | ------------------ | ------------------ |
| 2008 | „Я не играю” (I don’t play)”                                   | –                  | 6                  |
| 2008 | „Нирвана (Nirvana)”                                            | –                  | 80                 |
| 2009 | „Любовь в большом городе (Love in the big city)”               | –                  | 19                 |
| 2010 | „Любовь спасёт мир (Love will save the world)”                 | 1                  | 1                  |
| 2010 | „Пронто (Pronto)” (with Potap)                                 | –                  | 31                 |
| 2010 | „Лепестками слез (By the petals of tears) (with Dan Balan)     | 1                  | 1                  |
| 2011 | „Реальная жизнь (Real life)”                                   | 1                  | 1                  |
| 2012 | „Sexy Bambina”                                                 | 1                  | –                  |
| 2012 | „Бессонница (Insomnia)”                                        | 6                  | 20                 |
| 2012 | „Ищу тебя (I am looking for you)”                              | 7                  | –                  |
| 2012 | „Любовь на расстоянии (Love from a distance)” (feat. DJ Smash) | 48                 | 14                 |
| 2013 | „Хороший день (Nice day)”                                      | 2                  | 11                 |
| 2013 | „Дом (Home)”                                                   | –                  | –                  |
| 2014 | „Доброе утро (Good Morning)”                                   | 1                  | 12                 |
| 2014 | „Девочка моя (My girl)”                                        | –                  | –                  |

## Filmografia
| Rok  | Tytuł                                                                            | Rola          |
| ---- | -------------------------------------------------------------------------------- | ------------- |
| 2009 | Miłość w wielkim mieście (Lubow w bolszom gorode; ros.: Любовь в большом городе) | Katia         |
| 2010 | Miłość w wielkim mieście 2                                                       | Katia         |
| 2010 | Choinki (Jolki; ros.: Ёлки)                                                      | cameo         |
| 2011 | Choinki 2                                                                        | rola gościnna |
| 2013 | Miłość w wielkim mieście 3                                                       | Katia         |

## Nagrody i wyróżnienia
Dwukrotnie zdobywała tytuł najseksowniejszej rosyjskiej kobiety według magazynu „Maxim”, gdzie występowała w erotycznych sesjach zdjęciowych. 30 października 2007 roku podczas 4. ceremonii TOP 10 SEXY została uhonorowana nagrodą „Najseksowniejsza kobieta show-biznesu”, a 18 marca 2009 roku została laureatką nagrody World Fashion Awards 2009 w kategorii „piosenkarka roku”.